# Distretto di Zartlahn
Il distretto di Zartlahn è un distretto della Liberia facente parte della contea di River Cess.